# Comunitatea teritorială rurală Djulînka
Comunitatea teritorială sătească Djulînka este o comunitate teritorială din Ucraina, în raionul Haisîn din regiunea Vinița. Reședință este satul Djulînka.
Suprafața este 415, 01 km2, populația se ridică la 13102 de locuitori (2020).
A fost creată inițial la 15 iulie 2016 prin fuzionarea comunelor Djulînka și Cerneatka din raionul Berșad.
S-a format la 12 iunie 2020 prin unirea comunelor Djulînka, Diakivka, Miakohid, Serebria, Seredînka, Stavkî, Ternivka, Tîrlivka, Cerneatka, Șliahova din raionul Berșad. 

## Așezări
Comunitatea cuprinde 16 sate: Berezivka, Berizkî-Berșadski, Djulînka, Diakivka, Zavitne, Kavkulî, Miakohid, Serebria, Seredînka, Stavkî, Teofilivka, Ternivka, Tîrlivka, Hmarivka, Cerneatka și Șliahova.